# Superheroes (The Script)
Superheroes è un singolo del gruppo pop rock irlandese The Script, pubblicato nel 2014 ed estratto dall'album No Sound Without Silence.
La canzone è stata scritta da James Barry, Danny O'Donoghue e Mark Sheehan.

## Tracce
- Download digitale

1. Superheroes – 4:03

## Classifiche
| Classifica (2014) | Posizione massima |
| ----------------- | ----------------- |
| Australia         | 7                 |
| Germania          | 8                 |
| Irlanda           | 1                 |
| Italia            | 31                |
| Regno Unito       | 3                 |
| Stati Uniti       | 73                |